# Give Your Heart a Break
«Give Your Heart a Break» —en español: «Dale un descanso a tu corazón»— es una canción interpretada por la Cantautora Estadounidense Demi Lovato, incluida en su tercer álbum de estudio, Unbroken (2011). Josh Alexander y Billy Steinberg la compusieron y produjeron, mientras que Hollywood Records la lanzó como el segundo sencillo del disco el 23 de enero de 2012 en la radio Hot/Modern/AC, y el día siguiente en la Top 40/Mainstream. En una entrevista con MTV News, Lovato declaró que «a pesar del título con "angustia", la canción es sobre todo lo contrario». Musicalmente, es una balada dance pop, que habla de «enamorar a un chico que está un poco herido». Además, algunos críticos le encontraron similitudes con la pista «Viva la vida» de Coldplay.
La canción tuvo una recepción comercial moderada en algunos países. En los Estados Unidos, debutó en la posición 70 en la lista Billboard Hot 100, y meses más tarde logró alcanzar el puesto 16. En septiembre, se convirtió en el primer número uno de Lovato en la lista Pop Songs, poco antes de que esta debutara en la televisión como parte del jurado de The X Factor. Además, alcanzó la posición 32 en el conteo Ultratop 50 de la Región Flamenca (Bélgica) y el número 9 en el RIANZ Top 40 de Nueva Zelanda. Por otro lado, también recibió buenos comentarios por parte de los críticos de música contemporánea.
El videoclip del tema, dirigido por Justin Francis, fue estrenado el 2 de abril de 2012. En la trama, Lovato recuerda a su anterior novio y reúne varias fotos suyas en su apartamento. La canción ha sido interpretada en distintos espacios alrededor del mundo, entre los que se encuentran los People's Choice Awards 2012, el reality show estadounidense American Idol y los MTV Video Music Awards de 2012. También recibió dos nominaciones a los Teen Choice Awards en las categorías de canción del verano y canción de amor, pero perdió ante «Call Me Maybe» de Carly Rae Jepsen y «What Makes You Beautiful» de One Direction, respectivamente.

## Antecedentes

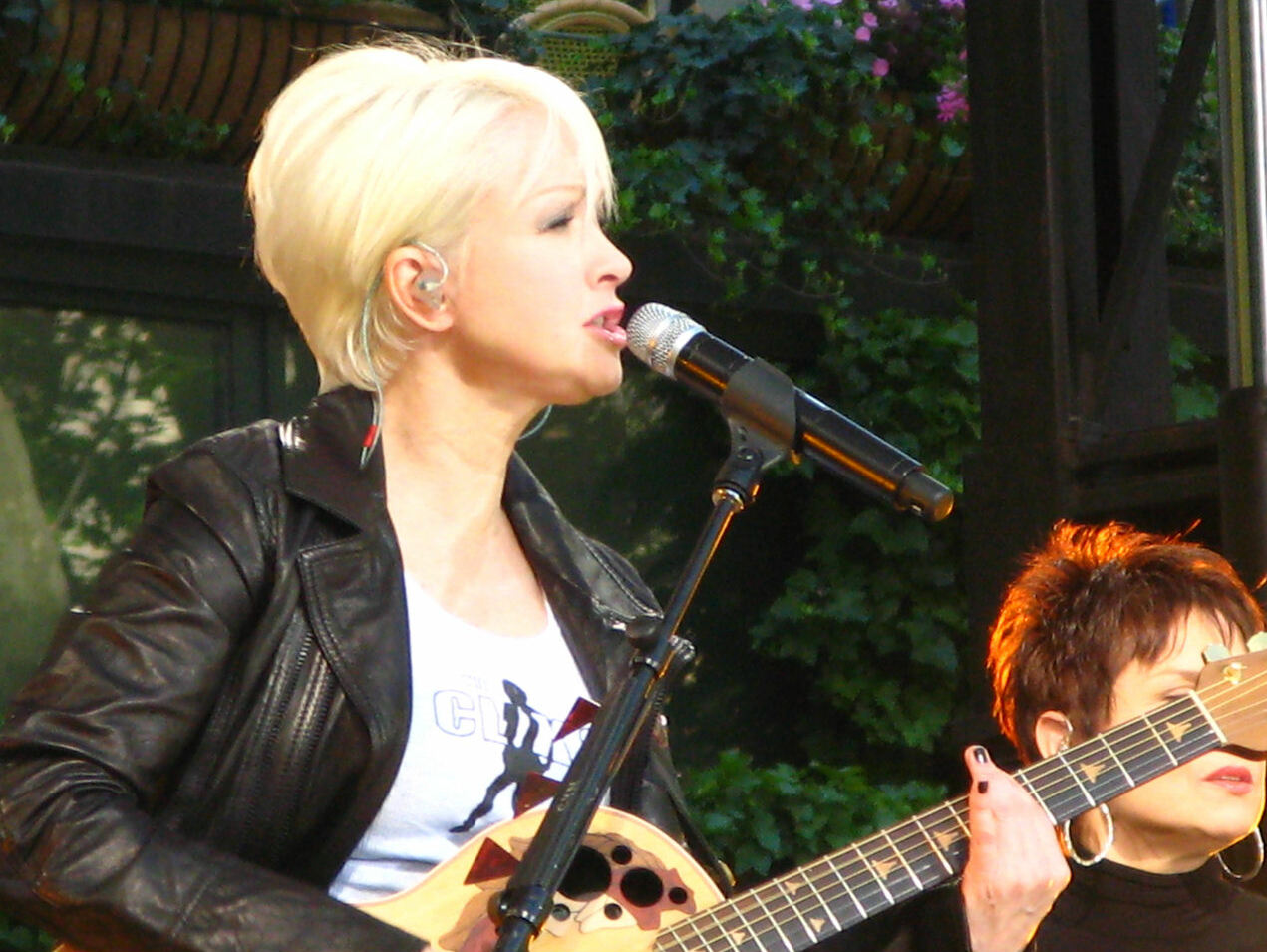
Billy Steinberg comparó su experiencia al trabajar con Lovato cuando Cindy Lauper grabó «True Colors».

Josh Alexander y Billy Steinberg compusieron y produjeron «Give Your Heart a Break», mientras que el primero de estos la mezcló en los estudios Cyptic Studios de Los Ángeles, California. Ellos conocieron a Lovato después de haber escrito la canción, y no tenían a ninguna cantante en particular para dársela. Después, un ejecutivo de Hollywood Records escuchó el demo de los compositores, y supo que Demi era la perfecta cantante para la pista. De acuerdo con Steingberg, la intérprete cantó muy bien el tema en la sesión de grabación y que, junto a Alexander, estaba contento por eso. También añadió que: Mi compañero, Josh Alexander [...] sabía [como era la voz de Lovato] un poco mejor que yo, y sintió que ella hizo un buen trabajo en eso. No sabía mucho sobre ella. Sabes, no hay nada mejor para un compositor que escribir una buena canción y tener la cantante correcta cantándola.
Asimismo, comparó su experiencia al trabajar con Lovato cuando Cindy Lauper grabó «True Colors», ya que en ambas se sintió «muy afortunado». Con esta última, declaró que «"True Colors" fue una balada, y un montón de personas pudieron haberla cantando, pero Cindy Lauper le dio algo especial, y diré que lo mismo es verdad por "Give Your Heart A Break"».
Originalmente se tenía planeado lanzar «Who's That Boy» como el segundo sencillo de Unbroken, pero tras el embarazo de la cantante Dev, «Give Your Heart a Break» fue seleccionado como el segundo sencillo oficial del disco. En una entrevista con MTV News, Demi Lovato, declaró que a pesar del título con «angustia», la canción es «sobre todo lo contrario». Además en un vídeo que posteó en Twitter declaró que: «19 años de edad [...] a veces se siente como si durante este breve período de tiempo en que he estado viva, he sentido más emociones que las personas del doble de mi edad [...] creo que esa es la razón por la que canto sobre el amor tan a menudo en la música que hago». También habló con E! News, donde declaró que: «La canción trata sobre no querer romper el corazón de otra persona».
En el vídeo «Unbroken Track By Track», incluido en la versión de lujo del disco, la cantante explicó que:

«Give Your Heart a Break» es una canción increíble dentro del álbum, es muy alegre y trata sobre decirle a alguien que quieres ser su descanso, ser esa persona que le protege, que no le romperás el corazón porque quieres cuidarla y que se enamore de ti [...] Así que creo que tiene un bello mensaje, creo también que es una canción muy divertida como para bailar y creo que a mucha gente le gustará y espero que también les guste el mensaje.
Demi Lovato

## Composición

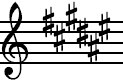
«Give Your Heart a Break» tiene una tonalidad de fa sostenido mayor.

«Give Your Heart a Break» es una balada dance pop. También cuenta con influencias a la música de los 80 y los 90. De acuerdo con una partitura publicada en Musicnotes, la canción está compuesta en la tonalidad fa sostenido mayor. El registro vocal de Demi Lovato se extiende desde la nota alta la♯3 hasta do♯6.
La composición de la pista cuenta con instrumentos de cuerda que se combinan con un tambor rítmico, además es notable el uso de violines. Cristin Maher y Sam Lansky de PopCrush y MTV Buzzworthy, respectivamente, declararon que el violín utilizado en el tema, suena similar al utilizado en la pista «Viva la vida», de Coldplay. Maher también comentó que la canción «es una mezcla entre el pop contemporáneo y pop de los '80 y '90 de la vieja escuela». Los instrumentos de cuerda suenan mientras Lovato canta las líneas «The day I first met you/ You told me you never fall in love/ But now that I get you/ I know fear is what it really was»— en español: «El día que que te conocí / Me dijiste que nunca te enamorarías / Pero ahora que te tengo / Sé que miedo es lo que realmente era»—. Líricamente, la canción es acerca de «enamorar a un chico que está un poco herido». En las líneas «There's just one life to live and there's no time to waste»—en español: «Solo hay una vida para vivir y no hay tiempo que perder»—, habla sobre enfrentarse a los miedos y no temer al amor.

## Recepción

### Comentarios de la crítica
La canción recibió buenas críticas por parte de los críticos de música contemporánea. Joe DeAndrea de AbsolutePunk la elogió junto a «Mistake» y las calificó como  «baladas que van mucho más allá de cualquier cosa». Jason Scott de Seattlepi.com, señaló que la pista, junto con «Mistake» y «Hold Up», se caracterizan por tener «instrumentación eléctrica fuerte». Amy Sciarretto de PopCrush, la calificó con tres estrellas y media y declaró que es «madura y adulta». 
Sam Lansky de MTV Buzzworthy la llamó «perfecta» y agregó:

«Ahora, ella ha puesto sus ojos en el éxito continuado con su último sencillo, "Give Your Heart a Break", una de las más perfectas canciones de puro pop en la memoria reciente [...] De hecho, ya que el lanzamiento de esta canción como sencillo es el 24 de enero, es probable que sea el momento más grande de música pop en el año 2012».

 Kirstin Berson de Hollywood Life dijo que: «Casi todas la canciones del disco son optimistas y positivas, aunque los títulos de "Give Your Heart a Break", "Mistake" y "Fix a Heart" nos harán creer lo contrario». Bill Lamb de About.com la colocó en la primera casila de su lista de las diez mejores canciones de la cantante, donde dijo que es «una canción pop construida inmaculadamente». Por su parte, Laurence Green de musicOMH dijo que era «ecepcionalmente brillante». Ed Masley de The Arizona Republic la colocó en la cuarta posición de su conteo de los mejores sencillos de la cantante, donde comentó que el «estribillo es un vanguardista de la radio mainstream». Además, el sitio Spunitkmusic llamó a «Give Your Heart a Break» «Hold Up» e «In Real Life» «preciosidades optimistas de Unbroken». PopDust la ubicó en la posición treinta y dos de su lista de las mejores canciones del 2012. El sencillo recibió dos nominaciones a los Teen Choice Awards de 2012 en las categorías de canción del verano y canción de amor, pero perdió ante «Call Me Maybe» de Carly Rae Jepsen y «What Makes You Beautiful» de One Direction, respectivamente. Además, ganó el premio a la canción para ringtone más irresistible en los Irresistible Fanta Awards.

### Recepción comercial
«Give Your Heart a Break» tuvo una recepción comercial moderada. En los Estados Unidos, debutó en la posición setenta del conteo Billboard Hot 100 la semana del 21 de abril de 2012. Meses después, logró alcanzar el número dieciséis en la edición del 25 de agosto, y se mantuvo allí por dos semanas no consecutivas. En la lista Pop Songs, debutó en la posición cuarenta el 31 de marzo. En la edición publicada el 15 de septiembre, logró alcanzar la primera posición con 10 219 reproducciones en esa semana, desbancando a «Wide Awake» de Katy Perry. Con esto, se convirtió en el primer sencillo de Lovato que alcanza dicha posición en la lista. Le tomó veinticinco semanas llegar a ese puesto, con lo que se convirtió en el máximo recorrido antes de llegar al número uno, empatado con «Fuck You!» de Cee Lo Green. En la siguiente edición, bajó hasta el segundo puesto, siendo desbancado por «Whistle» de Flo Rida. En total, pasó treinta semanas en el ranking. Durante el 2012, registró 146 618 reproducciones en todo el año, lo que llevó al sencillo ocupar el décimo octavo lugar en el reporte anual. En el conteo Radio Songs, en la semana que alcanzó el número uno en el Pop Songs, estuvo en el puesto ocho, debido a que obtuvo una audiencia de setenta y nueve millones en las radios. La edición del 22 de septiembre, escaló hasta la posición seis. Además, llegó a las posiciones veintiuno, doce y dieciséis en los rankings Digital Songs, Adult Pop Songs y Adult Contemporary. Para octubre de 2017, había vendido 2 200 000 de descargas digitales en el país, siendo así la canción más vendida de la artista. Aunado a esto, ha sido condecorada con tres discos de platino por parte de la Recording Industry Association of America (RIAA). En Canadá, debutó en la posición ochenta y dos de la lista Canadian Hot 100 en la edición del 26 de mayo. La semana del 29 de septiembre, alcanzó la casilla diecinueve. En Honduras, llegó a la posición veintiuno del Honduras Top 50. Por otro lado, en Brasil alcanzó la posición dieciocho en el Brasil Hot 100 Airplay.
En Europa, tuvo una recepción mediana. Por su parte, en la Región Flamenca de Bélgica, logró entrar en el puesto cuarenta y uno del conteo Ultratop 50 en la edición del 19 de mayo de 2012. En la siguiente semana, alcanzó el número treinta y dos. Asimismo, llegó a la casilla diecinueve en el Airplay Chart de esa región. En el Reino Unido, apenas alcanzó la posición 194 de la lista UK Singles 200. Por otro lado, en el French Singles Chart de Francia, debutó y llegó al puesto número 162, y se mantuvo en el conteo durante tres semanas no consecutivas. Con esto, se convirtió en el primer sencillo de Lovato en ingresar al conteo. En Eslovaquia, debutó en la posición noventa y cinco del Slovaquia Radio Top 100, donde solo estuvo una semana.
En Oceanía, solamente entró en la lista de Nueva Zelanda, donde debutó en el puesto treinta y tres de la lista Top 40 Singles en la edición del 11 de junio. En su quinta semana, alcanzó la novena posición. Además, recibió un disco de oro por parte de la Recording Industry Association of New Zealand (RIANZ), al vender 7 500 copias en el país. Finalmente, llegó hasta el número noventa y uno en el Japan Hot 100 de Japón, siendo el primer sencillo de la cantante en ingresar a la lista.

## Promoción

### Vídeo musical
Un vídeo con la letra del tema fue lanzado el 23 de diciembre de 2011. Mientras que en la descripción del mismo, se anuncia que el vídeo oficial sería lanzado en el 2012. Justin Francis dirigió el videoclip. En una entrevista con E!, a Lovato se le preguntó por qué aparecía sin maquillaje en el mismo, a lo que contestó: «Quiero decirlo allí y demostrar que las mujeres pueden ser independientes por su propia cuenta [...] Creo que es la mejor lección que he aprendido a amarme a mí misma, antes que cualquier otra persona». Asimismo, confesó que «Siempre amo hacer vídeos musicales, porque [los directores] me mandan, como, veinte chicos, y ellos me dicen "elige el chico lindo que quisieras que fuese tu novio", y yo digo "esto es asombroso" [...] Creo que la parte más desafiante de filmar mi vídeo musical fue que que estaba en el set en la primera vez y el director dijo "OK, tú y este chico, se van a abrazar ahora", nosotros parecimos una pareja cinco minutos después de conocernos».
La cantante también habló con MTV News sobre el vídeo, donde declaró:

«[En] el nuevo vídeo musical, estoy básicamente tratando de convencer a un chico que no le rompere su corazón, y nos metemos en una pelea y trato de ganarlo [a él] otra vez [...] así que hago algo especial para él, al final de la canción».

El 30 de marzo, Lovato publicó un adelanto del clip en su cuenta de YouTube. El canal de televisión E! estrenó el vídeo completo el 2 de abril a las ocho de la noche, mientras que Lovato lo publicó en su cuenta de YouTube el mismo día. En la trama, la intérprete recuerda a su anterior novio y reúne varias fotos de su suyas en su apartamento. Luego, ella camina en la calle de su apartamento, donde empieza a cantar y haciendo un collage con todas las fotografías afuera de su apartamento. Luego, él observa el collage por su ventana.

### Interpretaciones en directo

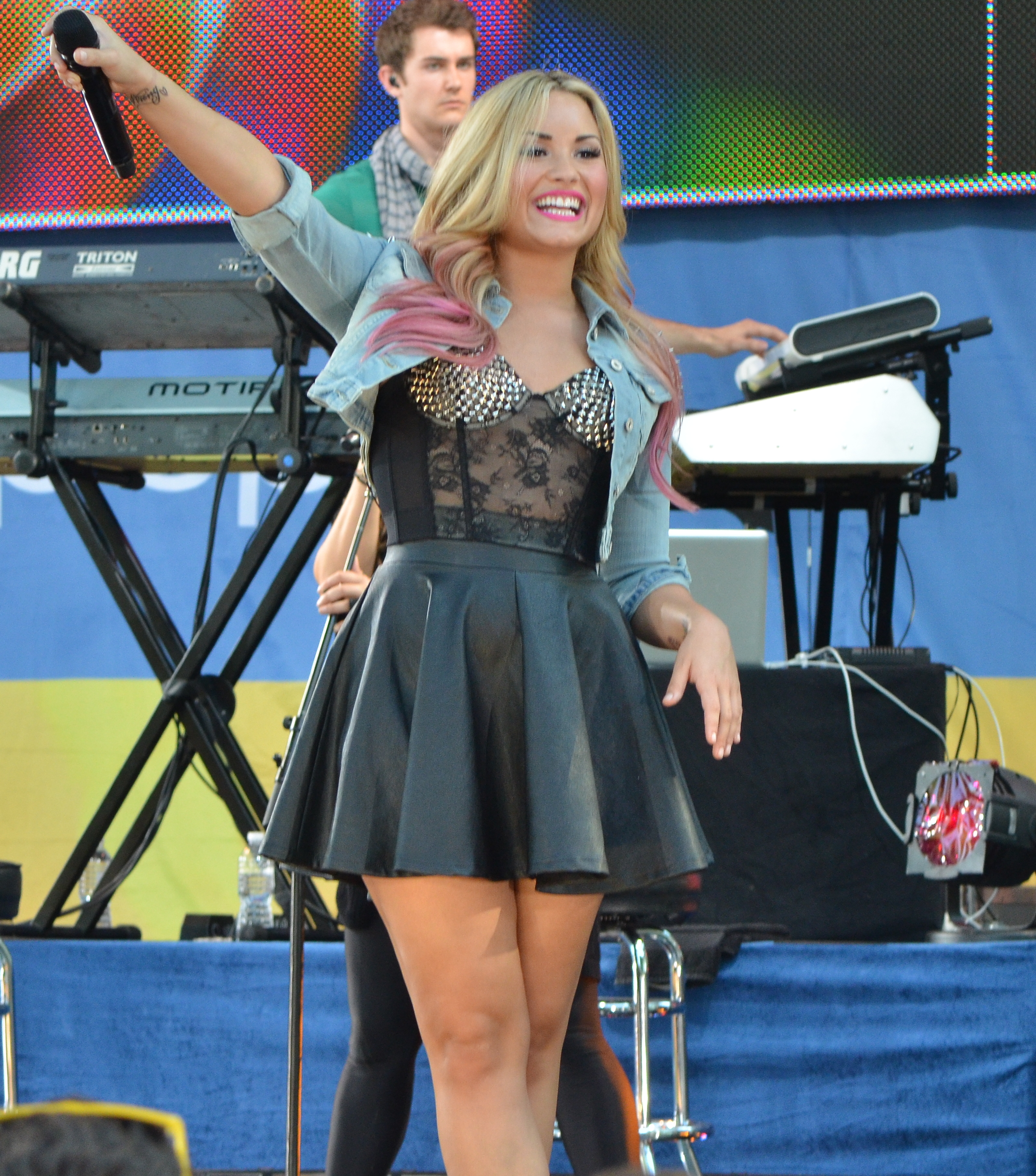
Demi Lovato en su presentación en Good Morning America.

El 7 de diciembre de 2011, la cantante interpretó la canción en una fiesta organizada por Kissmas en la estación de radio KISS 98.5 FM, en la presentación, también presentó «All Night Long», «Who's That Boy», «Skyscraper» y «Unbroken». El 9 de diciembre de mismo año, cantó «Give Your Heart A Break», «Unbroken», «All Night Long» y «Skyscraper» en el concierto Z100 Jingle Ball Concert. Asimismo, interpretó «Have Yourself A Merry Little Christmas» con la cantautora estadounidense Kelly Clarkson. El 31 de diciembre de 2011, la cantante cantó la pista en el especial de año nuevo de MTV, MTV’s NYE in NYC 2012. Además, la intérprete incluyó a «Give Your Heart a Break» en su gira A Special Night with Demi Lovato. En Sudamérica, la pista pasó a ser parte del encore con «Unbroken».
El 7 de enero de 2012, Lovato se presentó en los People's Choice Awards 2012 para interpretar el tema, y posteriormente, recibir el premio a Mejor artista pop. En la presentación, la cantante usó un vestido y unos tacones de color rojo, mientras que el escenario tenía un aspecto de cuadros a blanco y negro similares a los de un tablero de ajedrez, además, había una serie de pantallas que mostraban la letra de la canción.
En enero de 2012, interpretó el sencillo en una serie de conciertos llamada Go Show de la compañía VEVO. Con respecto al concierto, Demi declaró que «jamás había hecho en mi vida un show de estos, así que será una sorpresa para mis fanáticos». El 6 de marzo de 2012, cantó la pista en The Today Show, mientras que el 15 de marzo, la interpretó en American Idol. El 18 de mayo se reveló un vídeo de una presentación íntima en VEVO, donde la intérprete aparece cantando canciones de sus discos Don't Forget y Unbroken, entre ellas: «Give Your Heart a Break», «Don't Forget», «Fix a Heart», «My Love Is Like a Star» y «Skyscraper». Lovato la incluyó en su gira Summer Tour 2012. El 6 de julio, la presentó en Good Morning America, con «Unbroken» y «Skyscraper». En agosto, la interpretó en los Irresistible Fanta Awards. El 6 de septiembre, cantó una remezcla de la canción en el pre-show de los MTV Video Music Awards de 2012. Apareció con un mini vestido negro y una chaqueta negra con lentejuelas. Al final de la presentación, se lanzados fuegos artificiales y confetis rojos en forma de corazones. Minutos después de la interpretación, MTV anunció que Lovato había ganado el premio a mejor vídeo con un mensaje por «Skyscraper». Además, la interpretó en el Z Festival en Sao Paulo, Brasil. El 16 de diciembre, la cantó en el evento VH1 Divas, donde usó una chaqueta de cuero negra y unos tacones altos. El sitio Cambio llamó a la actuación «una de sus presentaciones favoritas de Demi». Además, la interpretó junto con Fifth Harmony en la final de segunda temporada del concurso The X Factor U.S.A.. Simon Cowell elogió la presentación, ya que dijo: «Demi Lovato, fuiste sensacional. Eso fue perfección pop». El 14 de febrero de 2013, Lovato cantó la pista en la apertura del Topshop Topman.

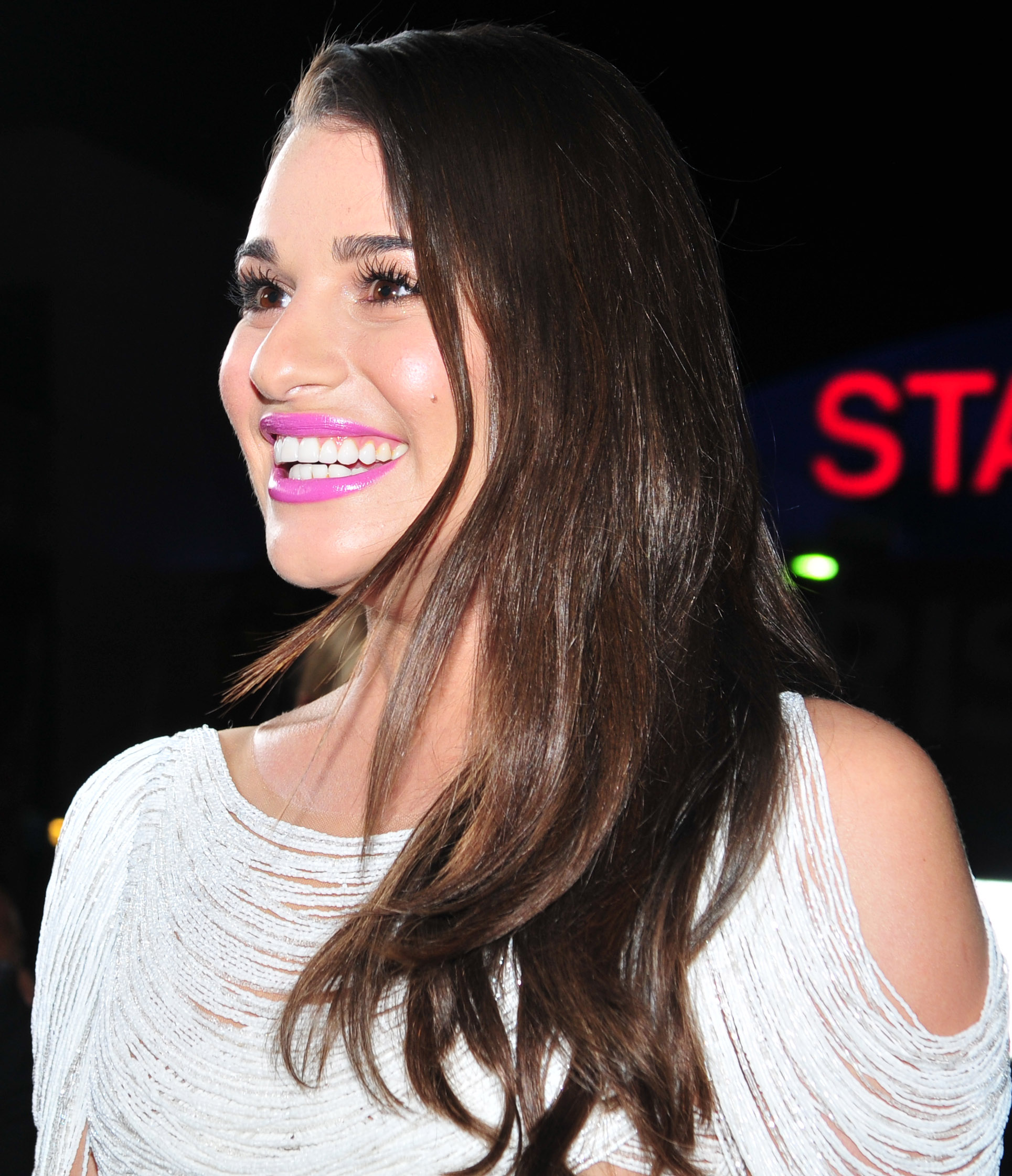
Lea Michele interpretó la canción en la serie Glee.

### Versiones de otros artistas
Los personajes de Lea Michele (quien interpreta a Rachel) y Dean Geyer (quien hace el papel de Brody) en la serie Glee, hicieron su cover de la canción, presentado en el cuarto episodio de la cuarta temporada: The Break Up. Después de esto, se lanzó la interpretación como sencillo en iTunes en los Estados Unidos y Canadá. En el Reino Unido, su publicación sucedió el 9 de octubre. La versión tuvo una recepción comercial menor, ya que solo alcanzó la posición noventa y cuatro en el Canadian Hot 100 de Canadá, el puesto cuarenta en el Digital Songs y el número dos en el Bubbling Under Hot 100 Singles de los Estados Unidos. Por otro lado, el vídeo de la interpretación se estrenó en YouTube el 4 de octubre de 2012.
En diciembre de ese año, Fifth Harmony hizo su versión de «Give Your Heart a Break» en la segunda temporada del concurso The X Factor U.S.A.. Es el segundo cover que el grupo hace de Lovato, después de «Skyscraper». En ese mismo mes, la volvieron a interpretar en la final del concurso, junto a Lovato.

## Formatos yremixes
- Descarga digital

| Sencillo digital |                           |          |  |
| N.º              | Título                    | Duración |  |
| 1.               | «Give Your Heart a Break» | 3:26     |  |
| 2.               | «Yes I Am»                | 3:02     |  |

| «Give Your Heart a Break (DJ Mike D Remix)» |                                             |          |  |
| N.º                                         | Título                                      | Duración |  |
| 1.                                          | «Give Your Heart a Break» (DJ Mike D Remix) | 3:19     |  |

- EP digital

| EP digital |                                                |          |  |
| N.º        | Título                                         | Duración |  |
| 1.         | «Give Your Heart a Break»                      | 3:27     |  |
| 2.         | «Give Your Heart a Break» (The Alias Club Mix) | 5:58     |  |
| 3.         | «Aftershock»                                   | 3:10     |  |
| 4.         | «Yes I Am»                                     | 3:01     |  |

## Posicionamiento en listas

### Semanales
| País              | Lista                    | Mejor posición |
| ----------------- | ------------------------ | -------------- |
| Bélgica (Flandes) | Ultratop 50              | 32             |
| Bélgica (Flandes) | Ultratop Airplay Chart   | 19             |
| Brasil            | Brasil Hot 100 Airplay   | 39             |
| Brasil            | ABPD                     | 46             |
| Canadá            | Canadian Hot 100         | 19             |
| Canadá            | Canadian Hot 100 Airplay | 20             |
| Eslovaquia        | Slovakia Radio Top 100   | 95             |
| Estados Unidos    | Billboard Hot 100        | 16             |
| Estados Unidos    | Digital Songs            | 21             |
| Estados Unidos    | Adult Pop Songs          | 12             |
| Estados Unidos    | Pop Songs                | 1              |
| Estados Unidos    | Radio Songs              | 6              |
| Estados Unidos    | Adult Contemporary       | 16             |
| Francia           | French Singles Chart     | 162            |
| Honduras          | Honduras Top 50          | 21             |
| Japón             | Japan Hot 100            | 91             |
| Líbano            | Lebanese Top 20          | 11             |
| Líbano            | Lebanese English Top 20  | 8              |
| México            | México Inglés Airplay    | 15             |
| Nueva Zelanda     | Top 40 Singles           | 9              |
| Reino Unido       | UK Singles Chart         | 194            |

### Sucesión en lista
| Predecesor: «Wide Awake» de Katy Perry | Pop Songs — Sencillo número uno 15 de septiembre de 2012 — 22 de septiembre de 2012 | Sucesor: «Whistle» de Flo Rida |

### Anuales
| País           | Lista (2012)       | Posición |
| -------------- | ------------------ | -------- |
| Canadá         | Canadian Hot 100   | 67       |
| Estados Unidos | Billboard Hot 100  | 39       |
| Estados Unidos | Digital Songs      | 59       |
| Estados Unidos | Pop Songs          | 18       |
| Estados Unidos | Radio Songs        | 27       |
| Estados Unidos | Adult Pop Songs    | 42       |
| Estados Unidos | Adult Contemporary | 42       |

### Certificaciones
| País           | Organismo Certificador | Ventas Certificadas | Certificación | Simbolización | Ref.   |
| -------------- | ---------------------- | ------------------- | ------------- | ------------- | ------ |
| Estados Unidos | RIAA                   | 3 000               | 3× Platino    | 3▲            | [ 53 ] |
| Nueva Zelanda  | RIANZ                  | 7500                | Oro           | ●             | [ 61 ] |

## Historial de lanzamientos
| País           | Fecha de Lanzamiento | Formato                 | Ref.        |
| -------------- | -------------------- | ----------------------- | ----------- |
| Estados Unidos | 23 de enero de 2012  | Radio Hot/Modern/AC     | [ 2 ] [ 1 ] |
| Estados Unidos | 24 de enero de 2012  | Radio Top 40/Mainstream | [ 7 ] [ 6 ] |
| Alemania       | 4 de abril de 2012   | EP digital              | [ 111 ]     |
| Austria        | 4 de abril de 2012   | EP digital              | [ 112 ]     |
| Brasil         | 4 de abril de 2012   | EP digital              | [ 97 ]      |
| Dinamarca      | 4 de abril de 2012   | EP digital              | [ 113 ]     |
| España         | 4 de abril de 2012   | EP digital              | [ 114 ]     |
| Finlandia      | 4 de abril de 2012   | EP digital              | [ 115 ]     |
| Italia         | 4 de abril de 2012   | EP digital              | [ 116 ]     |
| Noruega        | 4 de abril de 2012   | EP digital              | [ 117 ]     |
| Países Bajos   | 4 de abril de 2012   | EP digital              | [ 118 ]     |
| Portugal       | 4 de abril de 2012   | EP digital              | [ 119 ]     |
| Suecia         | 4 de abril de 2012   | EP digital              | [ 120 ]     |
| Reino Unido    | 13 de mayo de 2012   | EP digital              | [ 121 ]     |

## Premios y nominaciones
«Give You Heart a Break» fue nominado en distintas ceremonias de premiación. A continuación, una pequeña lista con algunas de las candidaturas que obtuvo la canción:
| Año  | Ceremonia de premiación   | Premio                                    | Resultado | Ref.            |
| ---- | ------------------------- | ----------------------------------------- | --------- | --------------- |
| 2012 | Irresistible Fanta Awards | La canción para ringtone más irresistible | Ganador   | [ 36 ]          |
| 2012 | Teen Choice Awards        | Canción del verano                        | Nominado  | [ 21 ]          |
| 2012 | Teen Choice Awards        | Canción de amor                           | Nominado  | [ 21 ]          |
| 2012 | Icon Music Awards         | Canción icónica                           | Nominado  | [ 122 ] [ 123 ] |
| 2013 | ASCAP Pop Music Awards    | Canción más interpretada                  | Ganador   | [ 124 ]         |

## Créditos y personal
- Demi Lovato: voz principal.
- Josh Alexander: compositor, productor, grabación, ingeniería, mezcla, instrumentación y programación.
- Billy Steinberg: compositor y productor.
- Jaden Michaels: coros.
- Chris García: grabación e ingeniería.

Fuentes: Notas de Unbroken y Allmusic.